# Görisried
Görisried è un comune tedesco di 1 259 abitanti, situato nel land della Baviera.